# Голова радянського військового відомства
Голова́ радя́нського військо́вого ві́домства  — вища посадова особа у Збройних силах СРСР, що існувала під різною назвою протягом 1917–1991 років. Після захоплення влади більшовиками шляхом збройного повстання проти Тимчасового Уряду Російської республіки 7 листопада 1917 року та проголошення Російської Соціалістичної Федеративної Радянської Республіки був утворений Комітет з військових і морських справ, який незабаром було перейменовано на Раду народних комісарів (РНК) з військових і морських справ. З утворенням першого уряду СРСР 6 липня 1923 року був створений Народний комісаріат з військових та морських справ СРСР, який очолював Народний комісар оборони СРСР. Пізніше, у різні роки назва посади змінювалася, як і сам вищий орган військового управління СРСР.

## Список очільників радянського військового відомства

### Народні комісари з військових справ РРФСР (1917—1923)
| # | Фото | В/звання Ім'я Роки життя                                       | В посаді          | В посаді          | В посаді                    | Стисла біографія |
| # | Фото | В/звання Ім'я Роки життя                                       | Початок           | Кінець            | Час                         | Стисла біографія |
| - | ---- | -------------------------------------------------------------- | ----------------- | ----------------- | --------------------------- | --- |
| — |      | Комітет народних комісарів з військових і морських справ       | 8 листопада 1917  | 15 листопада 1917 | 7 днів                      | колегіальний орган управління |
| 1 |      | Подвойський М. І. (4 (16) лютого 1880 — 28 липня 1948)         | 15 листопада 1917 | 13 березня 1918   | 118 днів                    | український радянський державний та військовий діяч російського комуністичного режиму в Україні. Нарком з військових справ РРФСР (листопад 1917 — березень 1918). Член Комітету революційної оборони Петрограда (лютий — березень 1918), член Реввійськради Республіки (вересень 1918 — липень 1919) та одночасно (січень-вересень 1919) — нарком військової ради Української РСР, член Реввійськради 7-ї армії Західного фронту (жовтень — грудень 1919), 10-ї армії Кавказького фронту (січень — березень 1920)                 |
| 2 |      | Троцький Л. Д. (26 жовтня [7 листопада] 1879 — 21 серпня 1940) | 14 березня 1918   | 12 листопада 1923 | 5 років, 7 місяців, 30 днів | російський революціонер українсько-єврейського походження, активний учасник російського та міжнародного соціального та комуністичного руху, радянський державний, партійний та військово-політичний діяч, комуністичний діяч, ідеолог троцькізму — однієї з ревізій марксизму. Голова виконкому Петроградської ради робітничих і солдатських депутатів (вересень — грудень 1917), народний комісар у закордонних справах РРФСР (листопад 1917 — березень 1918), Голова Революційної військової ради (вересень 1918 — січень 1925) |

### Народні комісари з військових та морських справ СРСР (1923—1934)
| # | Фото | В/звання Ім'я Роки життя                                       | В посаді          | В посаді        | В посаді                 | Стисла біографія |
| # | Фото | В/звання Ім'я Роки життя                                       | Початок           | Кінець          | Час                      | Стисла біографія |
| - | ---- | -------------------------------------------------------------- | ----------------- | --------------- | ------------------------ | --- |
| 2 |      | Троцький Л. Д. (26 жовтня [7 листопада] 1879 — 21 серпня 1940) | 12 листопада 1923 | 26 січня 1925   | 1 рік, 2 місяці, 15 днів | російський революціонер українсько-єврейського походження, активний учасник російського та міжнародного соціального та комуністичного руху, радянський державний, партійний та військово-політичний діяч, комуністичний діяч, ідеолог троцькізму — однієї з ревізій марксизму. Голова виконкому Петроградської ради робітничих і солдатських депутатів (вересень — грудень 1917), народний комісар у закордонних справах РРФСР (листопад 1917 — березень 1918), голова Революційної військової ради (вересень 1918 — січень 1925)                                                            |
| 3 |      | Фрунзе М. В. (21 січня (2 лютого) 1885 — 31 жовтня 1925)       | 26 січня 1925     | 31 жовтня 1925† | 279 днів                 | російський революціонер, радянський державний і військовий діяч, військовий теоретик, один з основних воєначальників у Червоній армії під час громадянської війни в Росії та радянсько-української війни. Голова Революційної військової ради (січень — жовтень 1925) |
| 4 |      | Ворошилов К. Є. (23 січня (4 лютого) 1881 — 2 грудня 1969)     | 6 листопада 1925  | 20 червня 1934  | 8 років, 232 дні         | російський радянський військовий та політичний діяч, революціонер, двічі Герой Радянського Союзу, Герой Соціалістичної Праці (7.05.1960), Герой Монгольської Народної Республіки (29.05.1957), перший Маршал Радянського Союзу (20.11.1935). У 1925—1940 роках нарком з військових і морських справ і нарком оборони СРСР. У 1953—1960 роках номінальний глава Радянської держави (Голова Президії Верховної Ради СРСР) (15 березня 1953 — 7 травня 1960). Один з організаторів та учасників масових репресій у СРСР. Учасник громадянської війни в Росії 1917—1922 та Другої світової війни |

### Народні комісари з військових та морських справ СРСР (1934—1946)
| # | Фото | В/звання Ім'я Роки життя                                                            | В посаді       | В посаді       | В посаді         | Стисла біографія |
| # | Фото | В/звання Ім'я Роки життя                                                            | Початок        | Кінець         | Час              | Стисла біографія |
| - | ---- | ----------------------------------------------------------------------------------- | -------------- | -------------- | ---------------- | --- |
| 4 |      | Маршал Радянського Союзу Ворошилов К. Є. (23 січня (4 лютого) 1881 — 2 грудня 1969) | 20 червня 1934 | 7 травня 1940  | 5 років, 322 дні | російський радянський військовий та політичний діяч, революціонер, двічі Герой Радянського Союзу (3.02.1956; 22.02.1968), Герой Соціалістичної Праці (7.05.1960), Герой Монгольської Народної Республіки (29.05.1957), перший Маршал Радянського Союзу (20.11.1935). У 1925—1940 роках нарком з військових і морських справ і нарком оборони СРСР. У 1953—1960 роках номінальний глава Радянської держави (Голова Президії Верховної Ради СРСР) (15 березня 1953 — 7 травня 1960). Один з організаторів та учасників масових репресій у СРСР. Учасник громадянської війни в Росії 1917—1922 та Другої світової війни |
| 5 |      | Маршал Радянського Союзу Тимошенко С. К. (6 [18] лютого 1895 — 31 березня 1970)     | 7 травня 1940  | 19 липня 1941  | 1 рік, 73 дні    | радянський військовий діяч українського походження, Маршал Радянського Союзу (1940), двічі Герой Радянського Союзу (1940, 1965), кавалер ордена «Перемога» (1945). Народний комісар оборони СРСР (1940—1941). Голова Ставки Верховного Головнокомандування Червоної армії (червень-липень 1941). Учасник Першої світової, громадянської війни в Росії, радянсько-польської, радянсько-фінської та німецько-радянської воєн |
| 6 |      | Генералісимус Радянського Союзу Сталін Й. В. (18 грудня 1878 — 5 березня 1953)      | 19 липня 1941  | 25 лютого 1946 | 4 роки, 221 день | радянський політичний, державний і військовий діяч грузинського походження, Генеральний секретар ЦК КПРС (1922—1953), Голова Ради Народних комісарів СРСР (1941—1953), генералісимус Радянського Союзу (1945). Учасник Громадянської війни в Росії, радянських агресій до Польщі, Фінляндії, Балтійських країн, Бессарабії та Північної Буковини та Другої світової війн. Одна із найзначніших і водночас найсуперечливіших постатей ХХ століття, об'єкт фанатичного культу особи, диктатор, винний у порушенні фундаментальних прав та свобод людини, масових репресіях, етнічних чистках, сотнях тисяч страт і голоді, внаслідок яких загинули мільйони людей. Створені за його правління політична система й ідеологія дістали назву сталінізм |

### Народні комісари Військово-Морського Флоту СРСР (1937—1946)
| #  | Фото | В/звання Ім'я Роки життя                                                          | В посаді       | В посаді        | В посаді        | Стисла біографія |
| #  | Фото | В/звання Ім'я Роки життя                                                          | Початок        | Кінець          | Час             | Стисла біографія |
| -- | ---- | --------------------------------------------------------------------------------- | -------------- | --------------- | --------------- | --- |
| 1* |      | Армійський комісар 1-го рангу Смирнов П. О. (29 травня 1897 — 22 лютого 1939)     | 30 грудня 1937 | 30 червня 1938  | 182 дні         | радянський військовий діяч, політпрацівник, армійський комісар 1-го рангу (1937). Начальник Політичного управління РСЧА (липень — жовтень 1937), заступник Народного комісара оборони СРСР (жовтень — грудень 1937), член Військової ради при Народному комісарові оборони СРСР (1934—1938). Учасник громадянської війни в Росії. Один з головних організаторів репресій в армії. Репресований та розстріляний |
| 2* |      | Командарм 1-го рангу Фріновський М. П. (26 січня [7 лютого] 1898 — 4 лютого 1940) | 8 вересня 1938 | 20 березня 1939 | 193 дні         | радянський діяч радянських органів держбезпеки, командарм першого рангу (1938). Учасник громадянської війни в Росії. Один з безпосередніх організаторів «Великого терору». Репресований та страчений |
| 3* |      | Адмірал флоту Кузнецов М. Г. (11 (24) липня 1904 — 6 грудня 1974)                 | 28 квітня 1939 | 25 лютого 1946  | 6 років 303 дні | радянський військово-морський діяч, Адмірал флоту Радянського Союзу (1955), Герой Радянського Союзу (1945), Народний комісар Військово-Морського Флоту СРСР (1939—1946), Військово-морський міністр (1951—1953), Головнокомандувач ВМФ СРСР. Учасник громадянської війни в Іспанії, боїв біля озера Хасан та німецько-радянської війни                                                                         |

### Народні комісари Збройних сил СРСР (1946)
| # | Фото | В/звання Ім'я Роки життя                                                       | В посаді       | В посаді        | В посаді | Стисла біографія |
| # | Фото | В/звання Ім'я Роки життя                                                       | Початок        | Кінець          | Час      | Стисла біографія |
| - | ---- | ------------------------------------------------------------------------------ | -------------- | --------------- | -------- | --- |
| 6 |      | Генералісимус Радянського Союзу Сталін Й. В. (18 грудня 1878 — 5 березня 1953) | 25 лютого 1946 | 15 березня 1946 | 18 днів  | радянський політичний, державний і військовий діяч грузинського походження, Генеральний секретар ЦК КПРС (1922—1953), Голова Ради Народних комісарів СРСР (1941—1953), генералісимус Радянського Союзу (1945). Учасник Громадянської війни в Росії, радянських агресій до Польщі, Фінляндії, Балтійських країн, Бессарабії та Північної Буковини та Другої світової війн. Одна із найзначніших і водночас найсуперечливіших постатей ХХ століття, об'єкт фанатичного культу особи, диктатор, винний у порушенні фундаментальних прав та свобод людини, масових репресіях, етнічних чистках, сотнях тисяч страт і голоді, внаслідок яких загинули мільйони людей. Створені за його правління політична система й ідеологія дістали назву сталінізм |

### Міністри Збройних сил СРСР (1946—1950)
| # | Фото | В/звання Ім'я Роки життя                                                              | В посаді        | В посаді        | В посаді       | Стисла біографія |
| # | Фото | В/звання Ім'я Роки життя                                                              | Початок         | Кінець          | Час            | Стисла біографія |
| - | ---- | ------------------------------------------------------------------------------------- | --------------- | --------------- | -------------- | --- |
| 6 |      | Генералісимус Радянського Союзу Сталін Й. В. (18 грудня 1878 — 5 березня 1953)        | 15 березня 1946 | 3 березня 1947  | 353 дні        | радянський політичний, державний і військовий діяч грузинського походження, Генеральний секретар ЦК КПРС (1922—1953), Голова Ради Народних комісарів СРСР (1941—1953), генералісимус Радянського Союзу (1945). Учасник Громадянської війни в Росії, радянських агресій до Польщі, Фінляндії, Балтійських країн, Бессарабії та Північної Буковини та Другої світової війн. Одна із найзначніших і водночас найсуперечливіших постатей ХХ століття, об'єкт фанатичного культу особи, диктатор, винний у порушенні фундаментальних прав та свобод людини, масових репресіях, етнічних чистках, сотнях тисяч страт і голоді, внаслідок яких загинули мільйони людей. Створені за його правління політична система й ідеологія дістали назву сталінізм |
| 7 |      | Маршал Радянського Союзу Булганін М. О. (30 травня (11 червня) 1895 — 24 лютого 1975) | 3 березня 1947  | 24 березня 1949 | 2 роки 21 день | радянський політичний та військовий діяч, Маршал Радянського Союзу (1947) (позбавлений звання 26 листопада 1958), Герой Соціалістичної Праці (1955). Голова Ради Міністрів СРСР (1955—1958), 1-й заступник з 1950 року, заступник з 1947 року, а в 1938—1944 рр. заступник голови РНК СРСР. Тричі голова Держбанку СРСР (1938—1940, 1940—1945, 1958). У 1953—1955 рр. міністр оборони, в 1947—1949 рр. міністр збройних сил СРСР. У 1937—1938 рр. голова РНК РРФСР. Учасник громадянської в Росії та німецько-радянської воєн |
| 8 |      | Маршал Радянського Союзу Василевський О. М. (18 (30) вересня 1895 — 5 грудня 1977)    | 24 березня 1949 | 25 лютого 1950  | 338 днів       | радянський полководець, маршал Радянського Союзу (1943), двічі Герой Радянського Союзу (1944, 1945), двічі кавалер ордена «Перемога» (1944, 1945). Заступник Верховного Головнокомандувача Збройних Сил СРСР — заступник народного комісара оборони СРСР (17 лютого 1945 — 3 серпня 1945), перший заступник: міністра Збройних Сил СРСР (17 листопада 1948 — 24 березня 1949), міністра оборони СРСР (16 березня 1953 — 15 березня 1956); заступник міністра оборони СРСР (14 серпня 1956 — грудень 1957), Начальник Генерального штабу ЗС СРСР (травень 1942 — лютий 1945; 22 березня 1946 — листопад 1948). Учасник громадянської в Росії та німецько-радянської воєн. Один з найвизначніших радянських полководців Другої світової війни       |

### Військовий міністр СРСР (1950—1953)
| # | Фото | В/звання Ім'я Роки життя                                                           | В посаді       | В посаді        | В посаді       | Стисла біографія |
| # | Фото | В/звання Ім'я Роки життя                                                           | Початок        | Кінець          | Час            | Стисла біографія |
| - | ---- | ---------------------------------------------------------------------------------- | -------------- | --------------- | -------------- | --- |
| 8 |      | Маршал Радянського Союзу Василевський О. М. (18 (30) вересня 1895 — 5 грудня 1977) | 25 лютого 1950 | 15 березня 1953 | 3 роки 18 днів | радянський полководець, маршал Радянського Союзу (1943), двічі Герой Радянського Союзу (1944, 1945), двічі кавалер ордена «Перемога» (1944, 1945). Заступник Верховного Головнокомандувача Збройних Сил СРСР — заступник народного комісара оборони СРСР (17 лютого 1945 — 3 серпня 1945), перший заступник: міністра Збройних Сил СРСР (17 листопада 1948 — 24 березня 1949), міністра оборони СРСР (16 березня 1953 — 15 березня 1956); заступник міністра оборони СРСР (14 серпня 1956 — грудень 1957), Начальник Генерального штабу ЗС СРСР (травень 1942 — лютий 1945; 22 березня 1946 — листопад 1948). Учасник громадянської в Росії та німецько-радянської воєн. Один з найвизначніших радянських полководців Другої світової війни |

### Військово-морські міністри СРСР (1950—1953)
Утворене розділенням Міністерства Збройних сил на Військове міністерство та Військово-морське міністерство
| #  | Фото | В/звання Ім'я Роки життя                                           | В посаді       | В посаді        | В посаді       | Стисла біографія |
| #  | Фото | В/звання Ім'я Роки життя                                           | Початок        | Кінець          | Час            | Стисла біографія |
| -- | ---- | ------------------------------------------------------------------ | -------------- | --------------- | -------------- | --- |
| 4* |      | адмірал Юмашев І. С. (27 вересня (9 жовтня) 1895 — 21 жовтня 1972) | 25 лютого 1950 | 20 липня 1951   | 1 рік 145 днів | радянський політичний та військово-морський діяч, адмірал (1943), Герой Радянського Союзу (1945), міністр Військово-Морського Флоту СРСР (1950—1951), Головнокомандувач Військово-Морського Флоту СРСР. Командувач Чорноморського (1938—1939), Тихоокеанського флотів (1939—1947). Учасник Першої світової, громадянської в Росії та німецько-радянської воєн |
| 5* |      | віцеадмірал Кузнецов М. Г. (11 (24) липня 1904 — 6 грудня 1974)    | 20 липня 1951  | 15 березня 1953 | 1 рік 238 днів | радянський військово-морський діяч, Адмірал флоту Радянського Союзу (1955), Герой Радянського Союзу (1945), Народний комісар Військово-Морського Флоту СРСР (1939—1946), Військово-морський міністр (1951—1953), Головнокомандувач ВМФ СРСР. Учасник громадянської війни в Іспанії, боїв біля озера Хасан та німецько-радянської війни                        |

### Міністри оборони СРСР (1953—1992)
| #  | Фото | В/звання Ім'я Роки життя                                                               | В посаді        | В посаді         | В посаді         | Стисла біографія |
| #  | Фото | В/звання Ім'я Роки життя                                                               | Початок         | Кінець           | Час              | Стисла біографія |
| -- | ---- | -------------------------------------------------------------------------------------- | --------------- | ---------------- | ---------------- | --- |
| 9  |      | Маршал Радянського Союзу Булганін М. О. (30 травня (11 червня) 1895 — 24 лютого 1975)  | 15 березня 1953 | 9 лютого 1955    | 1 рік 331 день   | радянський політичний та військовий діяч, Маршал Радянського Союзу (1947) (позбавлений звання 26 листопада 1958), Герой Соціалістичної Праці (1955). Голова Ради Міністрів СРСР (1955—1958), 1-й заступник з 1950 року, заступник з 1947 року, а в 1938—1944 рр. заступник голови РНК СРСР. Тричі голова Держбанку СРСР (1938—1940, 1940—1945, 1958). У 1953—1955 рр. міністр оборони, в 1947—1949 рр. міністр збройних сил СРСР. У 1937—1938 рр. голова РНК РРФСР. Учасник громадянської в Росії та німецько-радянської воєн         |
| 10 |      | Маршал Радянського Союзу Жуков Г. К. (19 листопада [1 грудня] 1896 — 18 червня 1974)   | 9 лютого 1955   | 26 жовтня 1957   | 2 роки 259 днів  | радянський полководець, політичний і державний діяч, Маршал Радянського Союзу (1943), чотириразовий Герой Радянського Союзу (1939, 1944, 1945, 1956), кавалер двох орденів «Перемога» (1944, 1945). Начальник Генерального штабу (1941), перший заступник міністра оборони СРСР, Міністр оборони СРСР (1955—1957). Учасник Першої світової війни, Громадянської війни в Росії, боїв на Халхин-Голі та Другої світової війни. 1957 виключений з складу ЦК КПРС, знятий з усіх постів в армії та в 1958 р. був відправлений у відставку |
| 11 |      | Маршал Радянського Союзу Малиновський Р. Я. (10 (22) листопада 1898 — 31 березня 1967) | 26 жовтня 1957  | 31 березня 1967† | 9 років 156 днів | радянський воєначальник та державний діяч. Полководець Другої світової війни, міністр оборони СРСР (1957—1967), маршал Радянського Союзу (1944), двічі Герой Радянського Союзу, Народний герой Югославії (1964), кавалер ордена «Перемога» (1945). Учасник Першої світової, Громадянських війн в Росії та Іспанії та Другої світової війни |
| 12 |      | Маршал Радянського Союзу Гречко А. А. (4 [17] жовтня 1903 — 26 квітня 1976)            | 12 квітня 1967  | 26 квітня 1976†  | 9 років 14 днів  | радянський воєначальник і державний діяч українського кубанського походження. Головнокомандувач групи радянських військ у Німеччині (з 1953). Міністр оборони СРСР (1967 — 1976), Маршал Радянського Союзу (1955), двічі Герой Радянського Союзу (1958, 1973), Герой ЧССР (1969). Учасник Громадянської війни в Росії, радянського вторгнення до Польщі, німецько-радянської війни, придушення Берлінського повстання та Празької весни                                                                                               |
| 13 |      | Маршал Радянського Союзу Устинов Д. Ф. (17 (30) жовтня 1908 — 20 грудня 1984)          | 30 липня 1976   | 20 грудня 1984†  | 8 років 143 дні  | радянський політичний і військовий діяч, міністр оборони СРСР (1976—1984), Маршал Радянського Союзу (1976), Герой Радянського Союзу (1978), двічі Герой Соціалістичної Праці (1942, 1961), Герой МНР (1981), Герой ЧССР (1982). Учасник німецько-радянської війни |
| 14 |      | Маршал Радянського Союзу Соколов С. Л. (18 червня (1 липня) 1911 — 31 серпня 2012)     | 22 грудня 1984  | 29 травня 1987   | 2 роки 158 днів  | радянський воєначальник, міністр оборони СРСР (1984—1987), маршал Радянського Союзу (1978), Герой Радянського Союзу (1980). Учасник німецько-радянської війни |
| 15 |      | Маршал Радянського Союзу Язов Д. Т. (8 листопада 1924 — 25 лютого 2020)                | 30 травня 1987  | 28 серпня 1991   | 4 роки 90 днів   | радянський військовий і політичний діяч, останній Маршал Радянського Союзу (1990) і передостанній міністр оборони СРСР (1987—1991), член ДКНС. Учасник німецько-радянської війни |
| 16 |      | маршал авіації Шапошников Є. І. (3 лютого 1942 — 8 грудня 2020)                        | 29 серпня 1991  | 14 лютого 1992   | 169 днів         | радянський та російський військовий і політичний діяч, маршал авіації (26 серпня 1991 року), останній міністр оборони СРСР (серпень 1991 — лютий 1992), Головнокомандувач Об'єднаних Збройних Сил СНД (1992—1993), Головнокомандувач ВПС — заступник Міністра оборони СРСР (1990—1991). Учасник Афганської війни |

Після розпаду Радянського Союзу, колишні радянські республіки заснували самостійні оборонні відомства. Україна заснувала своє Міністерство оборони Постановою Верховної Ради України від 24 серпня 1991 року № 1431-XII.

## Додатково
У цей же час існувала посада Головнокомандувача Збройними Силами Республіки, який очолював Збройні сили в ході Громадянської війни 1917—1922.

### Головнокомандувачі Збройними силами Республіки (1918—1924)
| # | Фото | В/звання Ім'я Роки життя                               | В посаді          | В посаді      | В посаді                   | Стисла біографія |
| # | Фото | В/звання Ім'я Роки життя                               | Початок           | Кінець        | Час                        | Стисла біографія |
| - | ---- | ------------------------------------------------------ | ----------------- | ------------- | -------------------------- | --- |
| 1 |      | Вацетіс І. І. (11 (23) листопада 1873 — 28 липня 1938) | 15 листопада 1918 | 8 липня 1919  | 236 днів                   | радянський військовий і політичний діяч латиського походження, командарм 2-го рангу (1935), професор. Учасник Першої світової та громадянської війни в Росії. Розстріляний |
| 2 |      | Каменєв С. С. (4 (16) квітня 1881 — 25 серпня 1936)    | 8 липня 1919      | 1 квітня 1924 | 4 роки, 8 місяців, 25 днів | радянський військовий діяч, командарм 1-го рангу (1935). Учасник російсько-японської, Першої світової та громадянської війни в Росії. Репресований                         |